# Hispidocalyptella
Hispidocalyptella là một chi nấm trong họ Marasmiaceae. Đây là chi đơn loài, chứa một loài Hispidocalyptella australis, được tìm thấy ở Australia.